# Juan Antonio Delgado Baeza
Juan Antonio Delgado Baeza (Santiago de Xile, Xile, 5 de març de 1993), més conegut com a Juan Delgado, és un futbolista xilè que juga com a extrem i actualment milita al Paços Ferreira.
El 25 d'agost de 2014, va ser convocat per primera vegada a la Selecció de futbol de Xile dirigida per Jorge Sampaoli per jugar els amistosos davant la Selecció de futbol de Mèxic i la Selecció de futbol d'Haití.

## Trajectòria

### Colo-Colo
Delgado va debutar en el primer equip del Colo-Colo el 17 d'abril de 2011 amb només 17 anys. El tècnic llavors, Américo Rubén Gallego el va fer debutar en un empat 1-1 del clàssic amb el CE Universitat Catòlica de Xile en l'onzena data del Torneig Obertura 2011. Va saltar al camp al 53' en el lloc de Lucas Wilchez, i a la segona pilota que va tocar, va fer un centre que va pivotejar Diego Rubio i va marcar Ezequiel Miralles
El 2013 i amb l'arribada del paraguaià Gustavo Benítez, va tornar a posicionar-se en el primer equip. Però només va ser sota el mandat d'Héctor Tapia, qui el coneixia des de les categories inferiors, i Delgado va trobar un lloc en l'onze estelar, deixant a la banqueta Mauro Olivi. El 10 de novembre d'aquell any jugant en el Obertura 2013, va fer el seu primer gol amb la samarreta del "Cacique" davant l'arxirival, Universitat de Xile, en el 3-2 del clàssic del futbol xilè, sent figura d'aquell partit.

### Gimnàstic de Tarragona
El 5 d'agost de 2016, Delgado firma un contracte per quatre anys amb el club de la Segona divisió Club Gimnàstic de Tarragona.

## Internacional

### Seleccions menors
El 12 de maig de 2014, va ser inclòs en la nòmina final de la selecció xilena Sub-21 dirigida per l'argentí Claudio Vivas, per disputar el Torneig Esperances de Toulon a França. En aquella competició, la selecció no va aconseguir cap títol, només un empat i va quedar eliminada en la primera fase, quedant penúltim del Grup A.

### Selecció absoluta
El seu debut amb Xile va ser el 6 de setembre de 2014 davant la Selecció de Mèxic, entrant als 85' en el lloc d'Alexis Sánchez en un empat 0-0. Tres dies després, el 9 de setembre, jugant a Fort Lauderdale, Florida va marcar el seu primer gol a la selecció davant la Selecció d'Haití.

## Palmarès

### Campionats estatals
| Títol                          | Club          | País | Any  |
| ------------------------------ | ------------- | ---- | ---- |
| Campionat Nacional de Clausura | CSD Colo-Colo | Xile | 2014 |
| Campionat Nacional d'Obertura  | CSD Colo-Colo | Xile | 2015 |